# G.R.L.

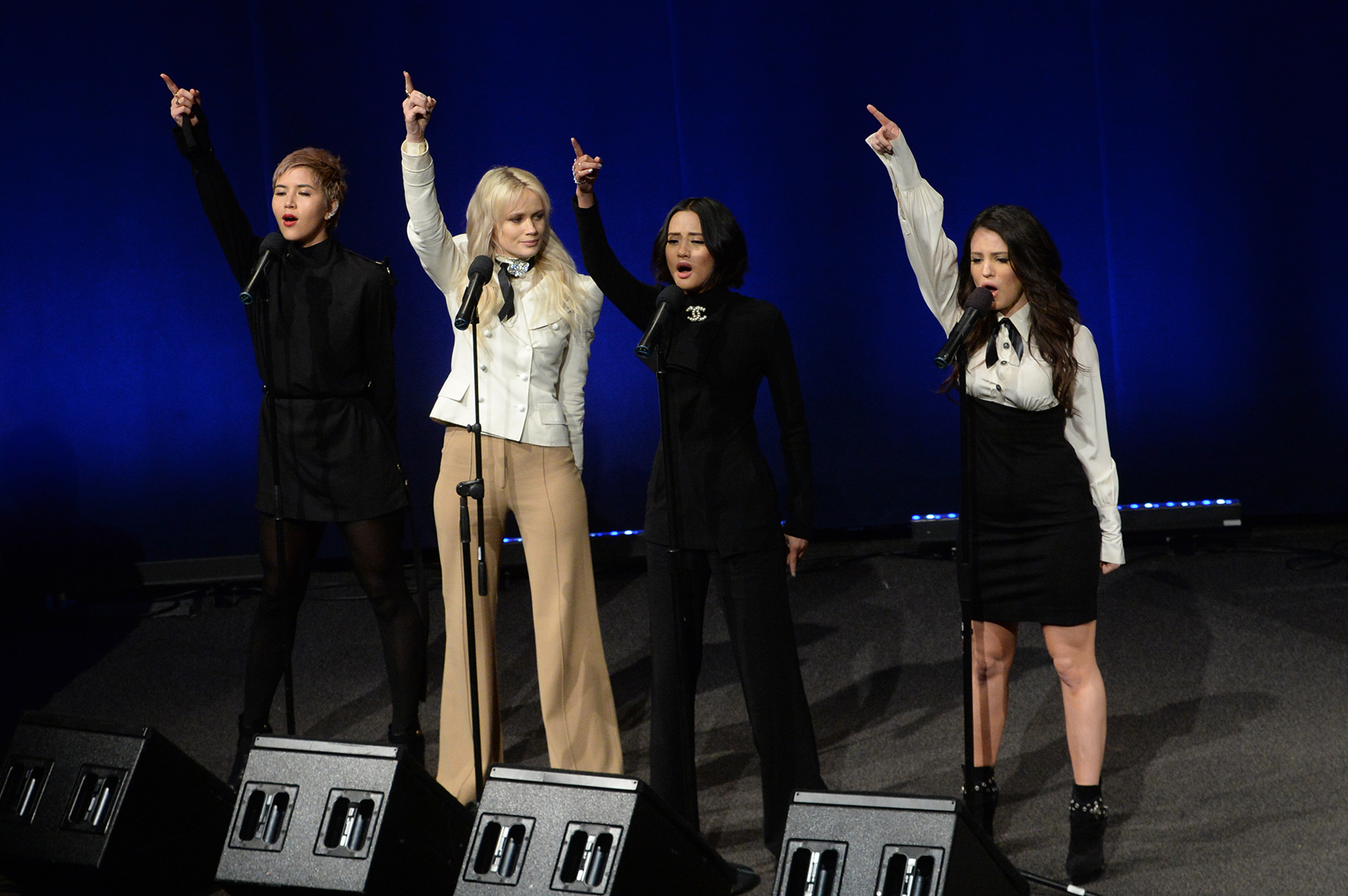
4人編成のG.R.L.（2015年）

G.R.L.（ジーアールエル）は、アメリカ合衆国のガール・グループ。

## 来歴
ロビン・アンティンが仕掛け人となって結成された。メンバーはローレン・ベネット、エマリン・エストラーダ、ナターシャ・スレイトン、ポーラ・ファン・オッペン、シモーヌ・バトル。ピットブルの「Wild Wild Love」でフィーチャーされて一躍有名となる。2014年9月にシモーヌ・バトルが首吊り自殺。残された4人で活動を続けたが、9ヶ月後の2015年6月に解散が発表された。
2016年にローレン・ベネットとナターシャ・スレイトンが、ジャジー・メヒアをメンバーに迎えて再結成。3人組で活動を再開した。
2020年、ジャジー・メヒアの脱退が発表されたが、その年のうちにベネット、エストラーダ、スレイトン、ファン・オッペン、メヒアでの再結成が画策された。結果的にベネット、エストラーダ、スレイトンの3人による活動へと移行していったが、復帰と今後の新曲について発表したものの2021年に頓挫している。

## メンバー
- ローレン・ベネット (Lauren Bennett) (2012年–2021年)
- ナターシャ・スレイトン (Natasha Slayton) (2012年–2021年)
- エマリン・エストラーダ (Emmalyn Estrada) (2012年–2015年、2020年–2021年)
- ジャジー・メヒア (Jazzy Mejia) (2016年–2020年)
- ポーラ・ファン・オッペン (Paula van Oppen) (2012年–2015年、2020年)
- シモーヌ・バトル (Simone Battle) (2012年–2014年) ※2014年死去

## ディスコグラフィ

### EP
- G.R.L. (2014年、Kemosabe/RCA)

### シングル
- "Vacation" (2013年) ※映画『スマーフ2 アイドル救出大作戦!』サウンドトラック収録
- "Ugly Heart" (2014年)
- "Lighthouse" (2015年)
- "Are We Good?" (2017年)